# Astragalus gines-lopezii
Astragalus gines-lopezii — вид квіткових рослин з родини бобових (Fabaceae). Ареал охоплює такі країни: Іспанія (провінція Бадахос регіону Естремадура на південному заході Іспанії).

## Опис
Це невелика, розпростерта або висхідна багаторічна трав'яниста рослина заввишки до 32 см, з дерев'янистим стеблом, перистим листям та китицями до восьми кремових квіток. Плоди завдовжки від 20 до 28 мм. Квітне протягом квітня і травня, а плодить із травня по липень. 

## Середовище
Висота 420–680 м. Відомо, що він зустрічається лише на вапняних ґрунтах. Дорослі рослини зазвичай зустрічаються в районах недоторканої середземноморської чагарникової рослинності (маквісу). Вважається, що основну загрозу для цього виду становить сільське господарство, зокрема вирощування оливок. Одним із факторів, що сприяли зменшенню популяції в горах Сьєрра-де-ла-Калера, була оранка оливкових плантацій, на яких зустрічається цей вид.